# Hydroptila scamandra
Hydroptila scamandra är en nattsländeart som beskrevs av Arturs Neboiss 1977. Hydroptila scamandra ingår i släktet Hydroptila och familjen smånattsländor. Inga underarter finns listade i Catalogue of Life.